# Qlayaa
Qlayaa (ou Klayaa) est un village libanais situé dans le district de Marjayoun.

## Religion
Il est principalement peuplé par des chrétiens catholiques maronites[réf. nécessaire].